# 2008-as kelet-ázsiai labdarúgó-bajnokság
A 2008-as kelet-ázsiai labdarúgó-bajnokság 3. alkalommal került megrendezésre. A torna selejtezőit 2007-ben játszották, a döntő csoportkör mérkőzéseire 2008 februárjában került sor Kínában.

## A lebonyolítás
A kelet-ázsiai zóna (EAFF) három legjobb labdarúgó-válogatottját (sorrendben: Dél-Korea, Japán, Kína) kiemelték a döntőbe, a két legrosszabb helyen rangsoroltat (Guam és Északi-Mariana-szigetek) pedig oda-visszavágós előselejtezőre kötelezték. Ezen párharc győztese került a selejtező csoportkörbe, ahol a hat labdarúgó-válogatottat két csoportba sorsolták. A csoportok győztesei mérkőzhettek meg az egyetlen kiadó helyért a 2008-as kelet-ázsiai labdarúgó-bajnokság döntőjébe.

### Előselejtező
| 2007. március 25. 16:00 (UTC+10) | Északi-Mariana-szigetek | 2 – 3        | Guam                                          | Oleai Sportkomplexum, Saipan Nézőszám: 200 Játékvezető: ? |
| 2007. március 25. 16:00 (UTC+10) | Mark McDonald 57' 75'   | (0 – 1) Infó | Alan Jamison 9' Zachary J. Pangelinan 65' 78' | Oleai Sportkomplexum, Saipan Nézőszám: 200 Játékvezető: ? |

| 2007. április 1. 18:00 (UTC+10) | Guam | 9 – 0        | Északi-Mariana-szigetek | Guami Nemzeti Stadion, Hagåtña Nézőszám: 1324 Játékvezető: ? |
| 2007. április 1. 18:00 (UTC+10) | Zachary Pangelinan 6' 21' 42' 54' 61' Marvin Mendoza 56' Elias F. Merfalen 57' Alan Jamison 85' Edward Calvo 91' | (3 – 0) Infó |                         | Guami Nemzeti Stadion, Hagåtña Nézőszám: 1324 Játékvezető: ? |

A selejtező csoportkörbe jutott Guam 12-2-es összesítéssel.

### Selejtező csoportkör

#### A csoport
| Csapat      | J | Gy | D | V | Rg | Kg | Gk | P |
| ----------- | - | -- | - | - | -- | -- | -- | - |
| Észak-Korea | 2 | 2  | 0 | 0 | 14 | 1  | 13 | 6 |
| Makaó       | 2 | 0  | 1 | 1 | 1  | 7  | –6 | 1 |
| Mongólia    | 2 | 0  | 1 | 1 | 0  | 7  | –7 | 1 |

| 2007. június 17. 18:00 (UTC+8) | Makaó       | 0 – 0 | Mongólia | Makaói Nemzeti Stadion, Makaó, Makaó Nézőszám: 300 Játékvezető: Macuo Hadzsime (japán) |
| 2007. június 17. 18:00 (UTC+8) | Jegyzőkönyv |       |          | Makaói Nemzeti Stadion, Makaó, Makaó Nézőszám: 300 Játékvezető: Macuo Hadzsime (japán) |

| 2007. június 19. 18:00 (UTC+8) | Észak-Korea                                                      | 7 – 0               | Mongólia | Makaói Nemzeti Stadion, Makaó, Makaó Nézőszám: 300 Játékvezető: Ogija Kendzsi (japán) |
| 2007. június 19. 18:00 (UTC+8) | Ri Kumcshol 27' 43' Csong Desze 29' 33' 34' 54' Szin Jongnam 35' | (6 – 0) Jegyzőkönyv |          | Makaói Nemzeti Stadion, Makaó, Makaó Nézőszám: 300 Játékvezető: Ogija Kendzsi (japán) |

| 2007. június 21. 18:00 (UTC+8) | Észak-Korea                                                                | 7 – 1               | Makaó             | Makaói Nemzeti Stadion, Makaó, Makaó Nézőszám: 300 Játékvezető: Wan Daxue (Van Ta-hszüe) (kínai) |
| 2007. június 21. 18:00 (UTC+8) | Ri Kumcshol 5' 18' Csong Desze 10' (11-esből) 12' 28' 60' Pak Cshungil 68' | (5 – 0) Jegyzőkönyv | Chan Kin Seng 46' | Makaói Nemzeti Stadion, Makaó, Makaó Nézőszám: 300 Játékvezető: Wan Daxue (Van Ta-hszüe) (kínai) |

#### B csoport
| Csapat   | J | Gy | D | V | Rg | Kg | Gk  | P |
| -------- | - | -- | - | - | -- | -- | --- | - |
| Hongkong | 2 | 1  | 1 | 0 | 16 | 2  | +14 | 4 |
| Tajvan   | 2 | 1  | 1 | 0 | 11 | 1  | +10 | 4 |
| Guam     | 2 | 0  | 0 | 2 | 1  | 25 | –24 | 0 |

| 2007. június 17. 15:00 (UTC+8) | Guam | 0 – 10              | Tajvan | Makaói Nemzeti Stadion, Makaó, Makaó Nézőszám: 10 Játékvezető: Wan Daxue (Van Ta-hszüe) (kínai) |
| 2007. június 17. 15:00 (UTC+8) |      | (0 – 5) Jegyzőkönyv | Lo Chih-en (Lo Csi-en) 7' 28' 72' 88' Tsai Hui-kai (Caj Huj-kaj) 20' Feng Pao-hsing (Feng Pao-hszing) 25' 38' Chen Po-liang (Csen Po-liang) 52' 68' Huang Cheng-tsung (Huang Cseng-cung) 74' | Makaói Nemzeti Stadion, Makaó, Makaó Nézőszám: 10 Játékvezető: Wan Daxue (Van Ta-hszüe) (kínai) |

| 2007. június 19. 15:00 (UTC+8) | Hongkong                                 | 1 – 1               | Tajvan                          | Makaói Nemzeti Stadion, Makaó, Makaó Nézőszám: 200 Játékvezető: Kim Eui Szo (dél-koreai) |
| 2007. június 19. 15:00 (UTC+8) | Lo Chi Kwan 56' Cheung Kin Fung 62′, 70′ | (0 – 0) Jegyzőkönyv | Huang Wei-yi (Huang Vej-ji) 51' | Makaói Nemzeti Stadion, Makaó, Makaó Nézőszám: 200 Játékvezető: Kim Eui Szo (dél-koreai) |

| 2007. június 21. 15:00 (UTC+8) | Hongkong | 15 – 1              | Guam               | Makaói Nemzeti Stadion, Makaó, Makaó Nézőszám: 300 Játékvezető: Hadzsime Macuo (japán) |
| 2007. június 21. 15:00 (UTC+8) | Chan Siu Ki 4' 20' 36' 40' 50' Lo Kwan Yee 8' 40' Poon Yiu Cheuk 21' Cheng Siu Wai 31' Lo Chi Kwan 38' Cristiano Preigchadt Cordeiro 56' Dominic Gadia 67' (öngól) Law Chun Bong 73' Gerard Ambassa Guy 76' Luk Koon Pong 86' | (9 – 1) Jegyzőkönyv | Chris Mendiola 33' | Makaói Nemzeti Stadion, Makaó, Makaó Nézőszám: 300 Játékvezető: Hadzsime Macuo (japán) |

#### 5. helyért
| 2007. június 23. 15:00 (UTC+8) | Guam                                               | 2 – 5               | Mongólia                                                                                            | Makaói Nemzeti Stadion, Makaó, Makaó Nézőszám: 100 Játékvezető: Wan Daxue (Van Ta-hszüe) (kínai) |
| 2007. június 23. 15:00 (UTC+8) | Zachary Pangelinan 2' (11-esből) Chris Mendiola 8' | (2 – 3) Jegyzőkönyv | Carlo Rey Tambora 24' (öngól) Bajarzorig Davá 37' 42' Garidmagnaj Bajaszgalan 46' Anar Bacsulún 75' | Makaói Nemzeti Stadion, Makaó, Makaó Nézőszám: 100 Játékvezető: Wan Daxue (Van Ta-hszüe) (kínai) |

#### 3. helyért
| 2007. június 24. 15:00 (UTC+8) | Tajvan | 7 – 2               | Makaó                                           | Makaói Nemzeti Stadion, Makaó, Makaó Nézőszám: 200 Játékvezető: Kim Eui Szo (dél-koreai) |
| 2007. június 24. 15:00 (UTC+8) | Huang Wei-yi (Huang Vej-ji) 3' Feng Pao-hsing (Feng Pao-hszing) 42' Kuo Chun-yi (Kuo Csun-ji) 52' (11-esből) Cheng Yung-jen (Cseng Jung-csen) 55′ Chen Po-liang (Csen Po-liang) 56' Lo Chih-en (Lo Cse-en) 57' 90+1' Lo Chih-an (Lo Cse-an) 79' | (2 – 0) Jegyzőkönyv | Geofredo De Sousa Cheung 48' Leong Chong In 78' | Makaói Nemzeti Stadion, Makaó, Makaó Nézőszám: 200 Játékvezető: Kim Eui Szo (dél-koreai) |

#### Döntő
| 2007. június 24. 18:00 (UTC+8) | Észak-Korea   | 1 – 0               | Hongkong | Makaói Nemzeti Stadion, Makaó, Makaó Nézőszám: 300 Játékvezető: Ogija Kendzsi (japán) |
| 2007. június 24. 18:00 (UTC+8) | Mun Inguk 82' | (0 – 0) Jegyzőkönyv |          | Makaói Nemzeti Stadion, Makaó, Makaó Nézőszám: 300 Játékvezető: Ogija Kendzsi (japán) |

A 2008-as kelet-ázsiai labdarúgó-bajnokság döntőjébe Észak-Korea jutott.

#### Díjak
- Legsportszerűbb csapat: Makaó
- Legjobb kapus: Fan Chun Yip (Hongkong)
- Legjobb hátvéd: Nam Szongcshol (Észak-Korea)
- Gólkirály: Csong Desze (Észak-Korea)
- Legértékesebb játékos: Mun Inguk (Észak-Korea)

## 2008-as kelet-ázsiai labdarúgó-bajnokság - Döntő
A körmérkőzéses rendszerű döntő csoportkör a következő csapatok részvételével zajlott:
- Dél-Korea
- Észak-Korea (a selejtező győztese)
- Japán
- Kína (házigazda, címvédő)

### A döntő végeredménye
| #  | Csapat      | J | Gy | D | V | Rg | Kg | Gk | P |
| -- | ----------- | - | -- | - | - | -- | -- | -- | - |
| 1. | Dél-Korea   | 3 | 1  | 2 | 0 | 5  | 4  | +1 | 5 |
| 2. | Japán       | 3 | 1  | 2 | 0 | 3  | 2  | +1 | 5 |
| 3. | Kína        | 3 | 1  | 0 | 2 | 5  | 5  | 0  | 3 |
| 4. | Észak-Korea | 3 | 0  | 2 | 1 | 3  | 5  | –2 | 2 |

### Mérkőzések
| 2008. február 17. 15:30 (UTC+8) | Kína                                                    | 2 – 3               | Dél-Korea                            | Olimpiai Sportközpont, Chongqing (Csungking), Kína Nézőszám: 25,000 Játékvezető: Mohsen Torky (iráni) |
| 2008. február 17. 15:30 (UTC+8) | Zhou Haibin (Csu Haj-pin) 47' Liu Jian (Liu Csi-an) 61' | (0 – 1) Jegyzőkönyv | Pak Csujong 43' 65' Kvak Thehü 90+2' | Olimpiai Sportközpont, Chongqing (Csungking), Kína Nézőszám: 25,000 Játékvezető: Mohsen Torky (iráni) |

| 2008. február 17. 18:15 (UTC+8) | Japán             | 1 – 1               | Észak-Korea    | Olimpiai Sportközpont, Chongqing (Csungking), Kína Nézőszám: 15,000 Játékvezető: Cshoj Mjungjong (dél-koreai) |
| 2008. február 17. 18:15 (UTC+8) | Maeda Rjóicsi 69' | (0 – 1) Jegyzőkönyv | Csong Desze 5' | Olimpiai Sportközpont, Chongqing (Csungking), Kína Nézőszám: 15,000 Játékvezető: Cshoj Mjungjong (dél-koreai) |

| 2008. február 20. 18:15 (UTC+8) | Kína | 0 – 1               | Japán              | Olimpiai Sportközpont, Chongqing (Csungking), Kína Nézőszám: 38,000 Játékvezető: O Teszong (észak-koreai) |
| 2008. február 20. 18:15 (UTC+8) |      | (0 – 1) Jegyzőkönyv | Jamasze Kódzsi 17' | Olimpiai Sportközpont, Chongqing (Csungking), Kína Nézőszám: 38,000 Játékvezető: O Teszong (észak-koreai) |

| 2008. február 20. 20:00 (UTC+8) | Dél-Korea                             | 1 – 1               | Észak-Korea     | Olimpiai Sportközpont, Chongqing (Csungking), Kína Nézőszám: 20,000 Játékvezető: Takajama Hirosi (japán) |
| 2008. február 20. 20:00 (UTC+8) | Jom Gihun 21' Pak Csholdzsin 47′, 48′ | (1 – 0) Jegyzőkönyv | Csong Desze 73' | Olimpiai Sportközpont, Chongqing (Csungking), Kína Nézőszám: 20,000 Játékvezető: Takajama Hirosi (japán) |

| 2008. február 23. 18:15 (UTC+8) | Japán              | 1 – 1               | Dél-Korea     | Olimpiai Sportközpont, Chongqing (Csungking), Kína Nézőszám: 29,000 Játékvezető: Tan Hai (Tan Haj) (kínai) |
| 2008. február 23. 18:15 (UTC+8) | Jamasze Kódzsi 68' | (0 – 1) Jegyzőkönyv | Jom Gihun 15' | Olimpiai Sportközpont, Chongqing (Csungking), Kína Nézőszám: 29,000 Játékvezető: Tan Hai (Tan Haj) (kínai) |

| 2008. február 23. 20:00 (UTC+8) | Kína | 3 – 1               | Észak-Korea     | Olimpiai Sportközpont, Chongqing (Csungking), Kína Nézőszám: 30,500 Játékvezető: Mohsen Torky (iráni) |
| 2008. február 23. 20:00 (UTC+8) | Zhu Ting (Csu Ting) 45+1' Wang Dong (Van Tung) 55' Du Zhenyu (Tu Csen-jü) 43′, 56′ Hao Junmin (Hao Csün-min) 88' Xu Yunglong (Hszü Jün-lung) 90+1′ | (1 – 1) Jegyzőkönyv | Dzsi Junnam 34' | Olimpiai Sportközpont, Chongqing (Csungking), Kína Nézőszám: 30,500 Játékvezető: Mohsen Torky (iráni) |

| 2008-as kelet-ázsiai labdarúgó-bajnokság bajnoka: |
| ------------------------------------------------- |
| DÉL-KOREA 2. cím                                  |

#### Díjak
- Legsportszerűbb csapat:  Dél-Korea
- Legjobb kapus:  Ri Mjongguk
- Legjobb hátvéd:  Nakazava Júdzsi
- Gólkirályok:
  -  Jom Gihun
  -  Pak Csujong
  -  Jamasze Kódzsi
  -  Csong Desze
- Legértékesebb játékos:  Kim Namil

### Végeredmény
1. Dél-Korea
2. Japán
3. Kína
4. Észak-Korea
5. Hongkong
6. Tajvan
7. Makaó
8. Mongólia
9. Guam
10. Északi-Mariana-szigetek